# アオサギ
アオサギ（青鷺、蒼鷺、Ardea cinerea）は、鳥綱ペリカン目サギ科アオサギ属に分類される鳥類。学名はラテン語でArdea が「サギ」、cinerea が「灰色の」を意味する。

## 分布
ヨーロッパからアジア・アフリカ大陸にかけて分布する。寒冷地に分布する個体群は、冬季になると南へ移動する。日本では亜種アオサギが夏季に北海道で繁殖のため飛来し（夏　　鳥）、冬季に九州以南に越冬のため飛来し（冬鳥）、本州・四国では周年生息する（留鳥）。

## 形態
全長88 - 98センチメートル。翼長オス44 - 48.5センチメートル、メス42.8 - 46.3センチメートル。翼開長150 - 170センチメートル。体重オス1,071 - 2,073グラム、メス1,020 - 1,785グラム。メスよりもオスの方が、やや大型になる。頭部は白い。額から眼上部・後頭にかけて、黒い筋模様が入る。体上面は青灰色。背に灰色の羽毛が伸長する（飾羽）。下面は白い羽毛で被われ、胸部の羽毛は伸長（飾羽）する。前頸から胸部にかけて、破線状の黒い縦縞が入る。側胸や腹部は黒い。雨覆の色彩は灰色で、初列雨覆や風切羽上面の色彩は黒い。人間でいう手首（翼角）の周辺には2つの白い斑紋が入る。
虹彩は黄色。嘴は黄色。後肢は暗褐色。
卵は長径5.7 - 6.1センチメートル、短径4.1 - 4.3センチメートル。若鳥は後頭に冠羽がなく、背が褐色みをおびる。繁殖期になると、嘴や後肢の色彩が赤みをおびる。メスはオスと比較すると、冠羽や飾羽があまり発達しない。

## 分類
以下の亜種の分類・分布は、IOC World Bird List (v 11.1)に従う。
Ardea cinerea cinerea Linnaeus, 1758
ヨーロッパからインド・東アジアにかけて、アフリカ
Ardea cinerea firasa Hartert, 1917
コモロ、マダガスカル、アルダブラ
Ardea cinerea jouyi Clark, 1907 アオサギ
中華人民共和国北部から朝鮮半島、日本からスマトラ島・ジャワ島にかけて
Ardea cinerea monicae Jouanin & Roux, 1963
モーリタニア（Banc d'Arguin）

## 生態
河川や湖沼・湿原・干潟・水田などに生息する。昼行性だが、繁殖期には昼間だけでなく夜間にも採食を行うこともある。非繁殖期には単独で生活するが、本種のみで数羽が同じねぐらに集まったりコサギなどのねぐらに混ざることもある。翼を下げながら広げた姿勢で、日光浴を行うこともある。
飛翔中や飛翔直前に「グァン」「グア」と大きな声で鳴く。しわがれた声で「グワーア」「ゴアーッ」などと鳴くこともある。
魚類、両生類、爬虫類、昆虫、甲殻類などを食べる。鳥類の雛、小型哺乳類を食べることもある。水辺で待ち伏せたり、水辺や浅瀬を徘徊しながら獲物を探す。小型の魚類は嘴で挟んで捕えるが、コイなどの大型の魚類は側面から嘴で突き刺して捕えることもある。また、他の鳥類に対してはかなり気が強く、トビと競合して獲物を横取りしたり、場合によっては自分よりはるかに大きいコウノトリの餌を横から奪うこともある。
繁殖様式は卵生。松林などに、集団繁殖地（コロニー）を形成する。主に本種のみのコロニーを形成するが、同科他種のコロニーに混ざることもある。主にオスが巣材を集め、メスが営巣する。ヨシなどの草本の茎や木の枝を組み合わせた、皿状の巣を樹上に作る。。地域によっては低木や地上にも営巣する。3 - 5個の卵を産む。同じ巣を修理し、何年にもわたり使用しつづける。雌雄で抱卵・育雛を行う。抱卵期間は23 - 28日。雛は孵化してから、50 - 55日で巣立つ。生後2年で成熟する。

## 人間との関係
養殖魚を食べるため、害鳥とみなされることがある。
人間に対しては他の鳥類に比べて警戒心が強く、殆どの野生の種は目が合っただけで逃げるほどであるが、観光地の一部では人慣れしている種もいる。分布が非常に広く、2019年の時点で種としては絶滅のおそれは低いと考えられている。マダガスカルなどの分布が限られている地域では、農地開発や放牧などによる生息地の破壊、森林伐採による営巣木の減少、狩猟などによる影響が懸念されている。地域によっては漁業関係者や養殖業者による駆除が原因で、生息数が減少することもある。例としてイングランドとウェールズでは1970年代後半には年あたり4,600羽以上が駆除されたと推定され、1979年における繁殖個体数が5,400ペアまで激減した。日本では集団繁殖地は限定的で、日本海側に多い傾向がある。1978年に、当時の環境庁による調査で確認された繁殖地は18メッシュで、猿賀神社のように消滅した繁殖地もある一方で、関東地方では1990年代の時点では繁殖数が増加傾向にあり、例として神奈川県では1995年に初めて繁殖が確認された。

## 画像

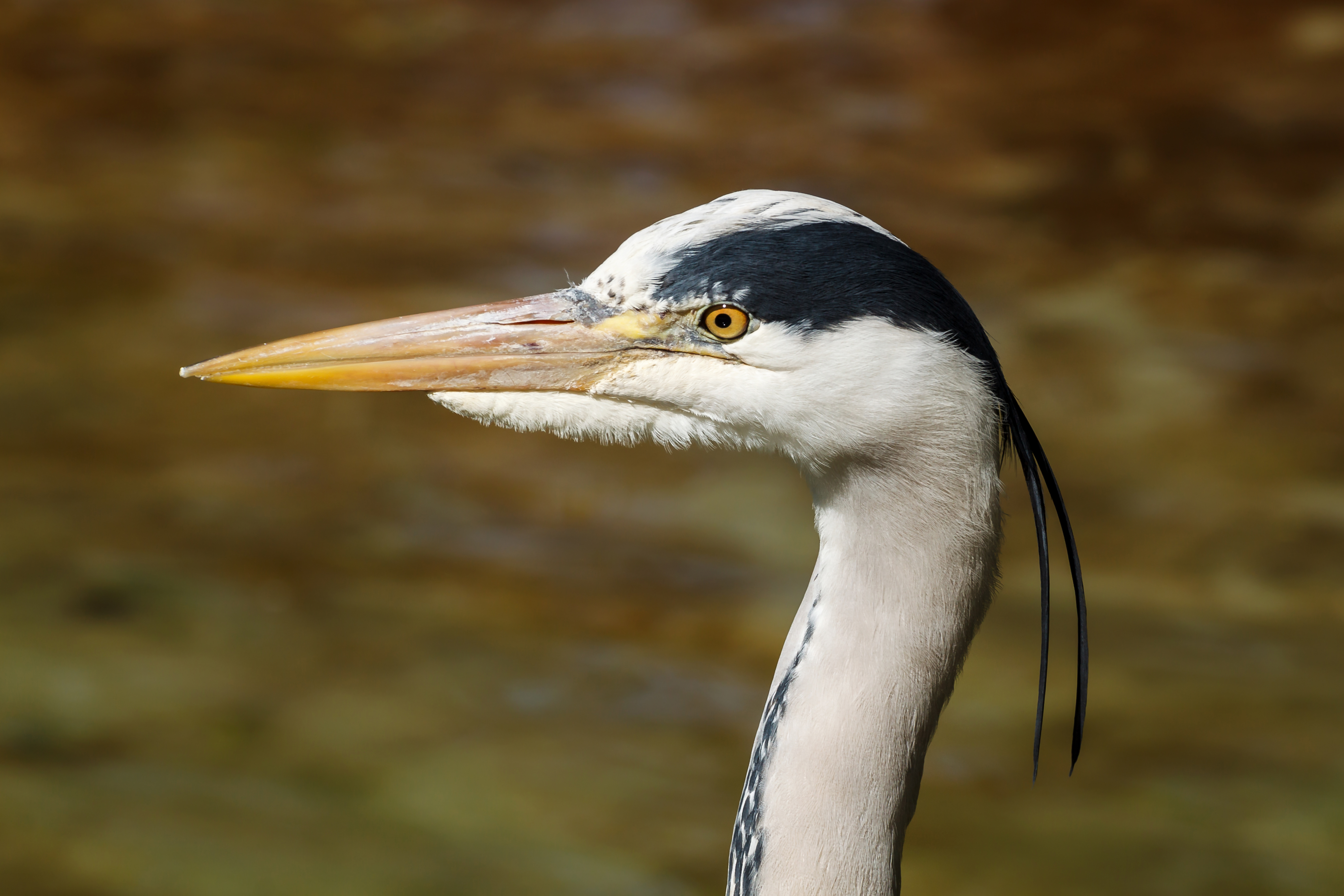
頭部
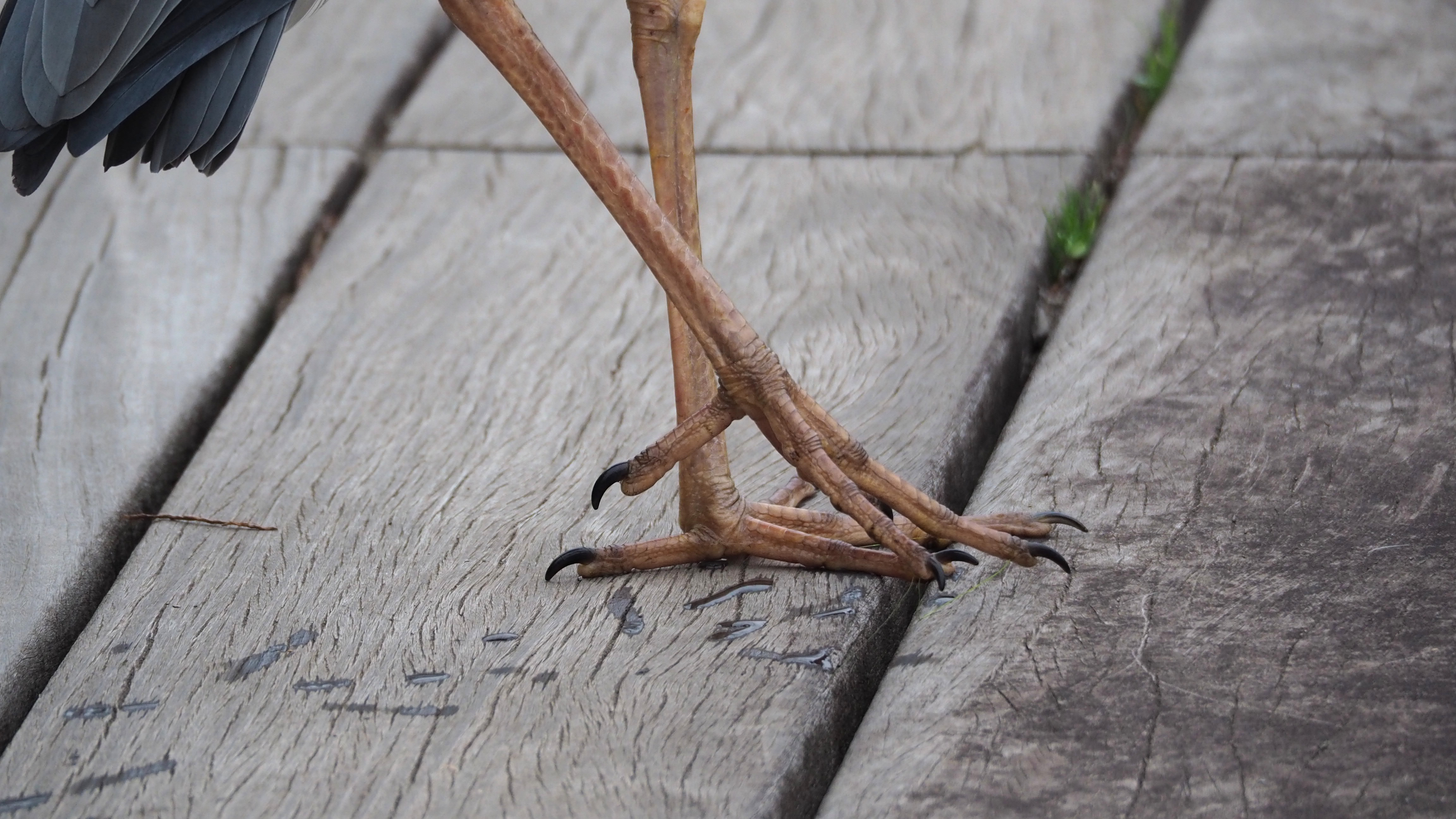
足
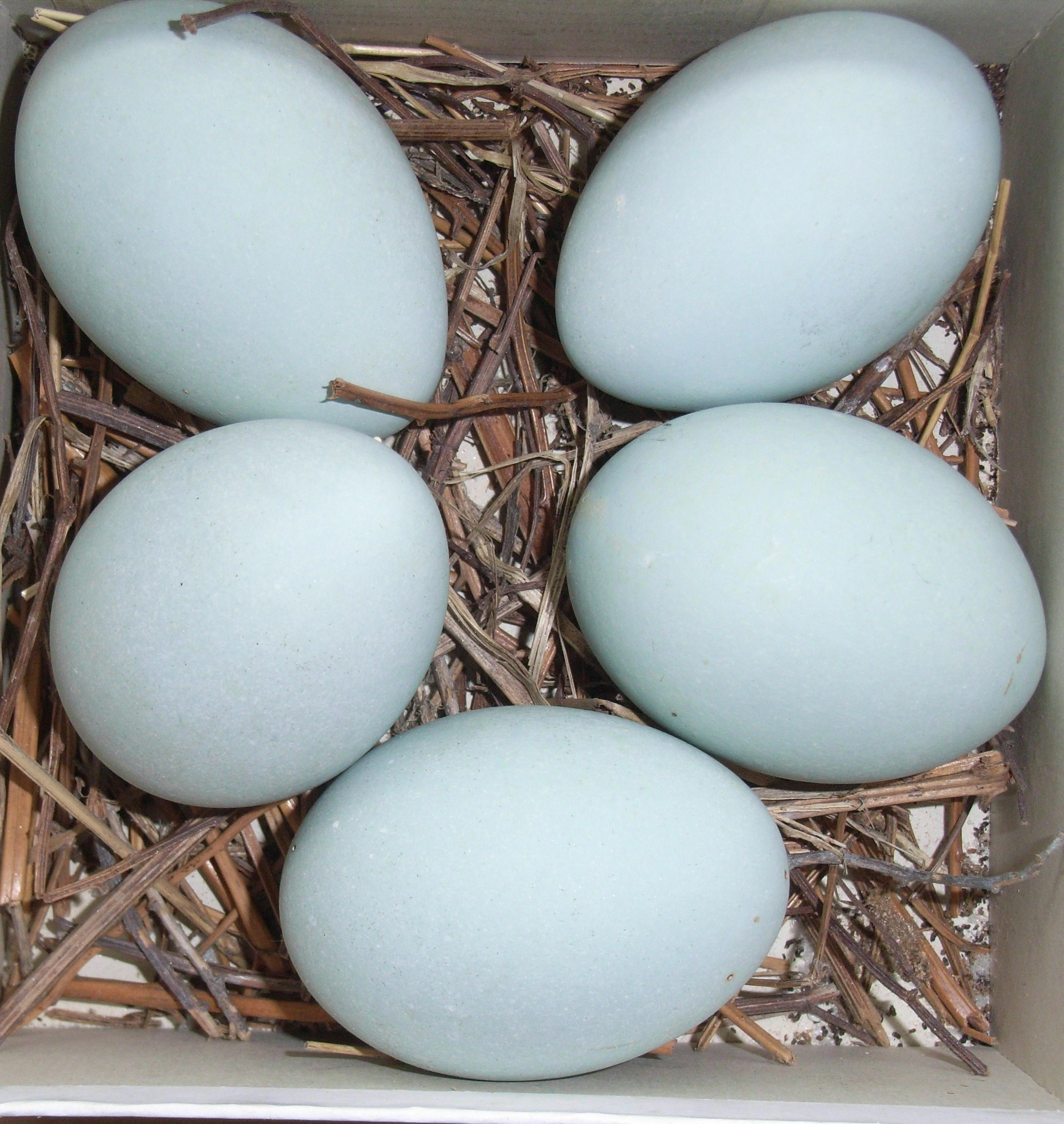
卵
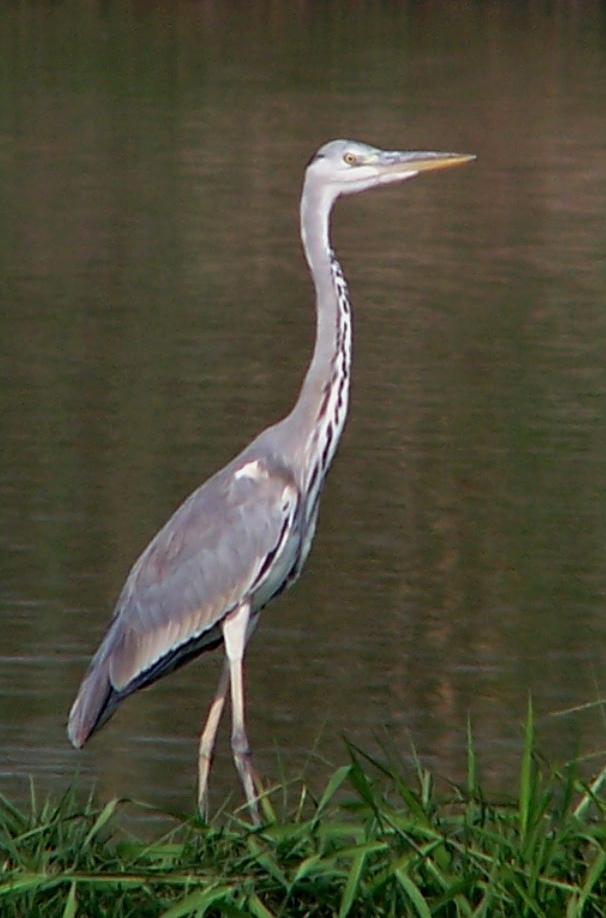
若鳥
- アオサギ
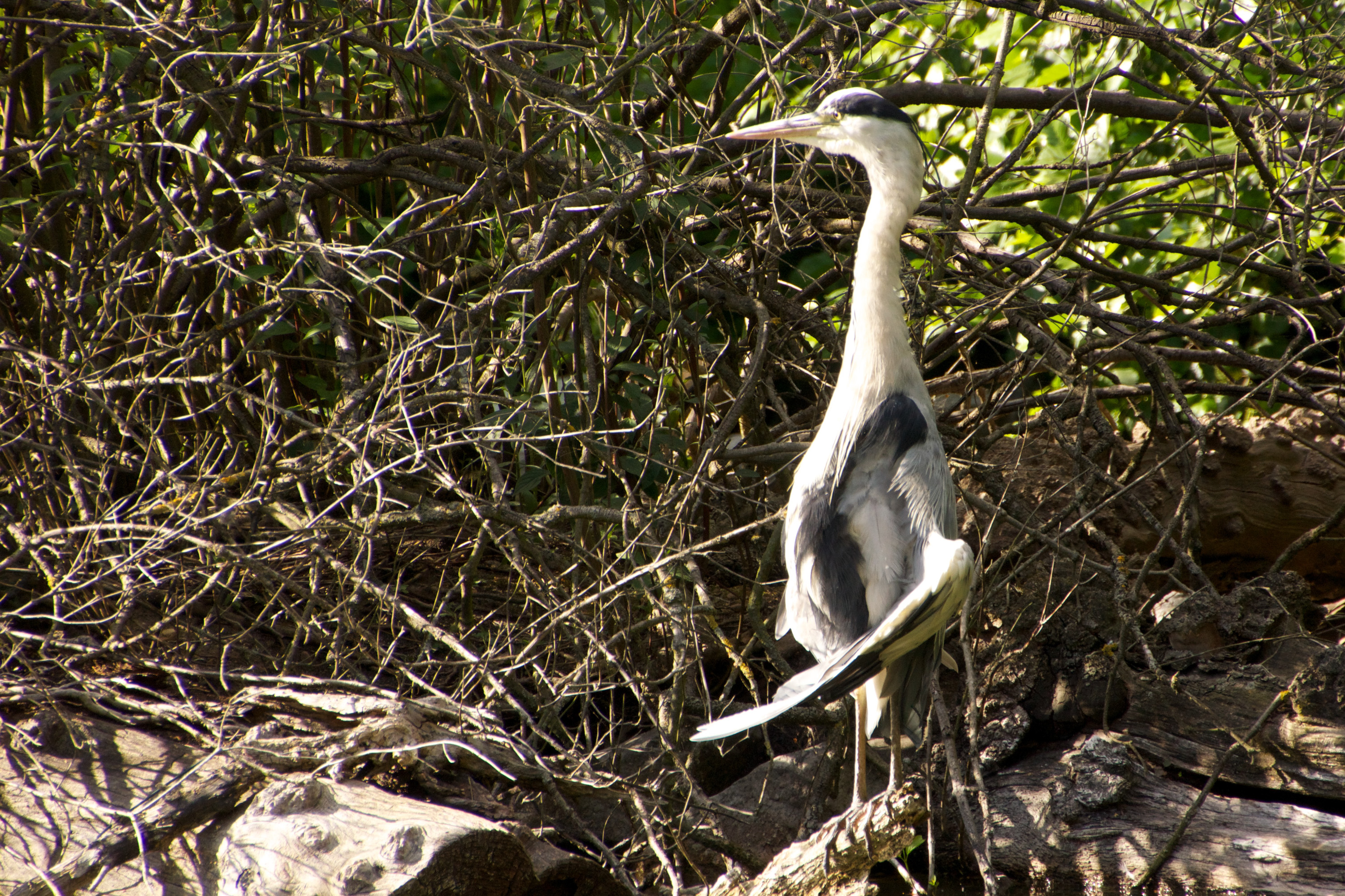
日光浴
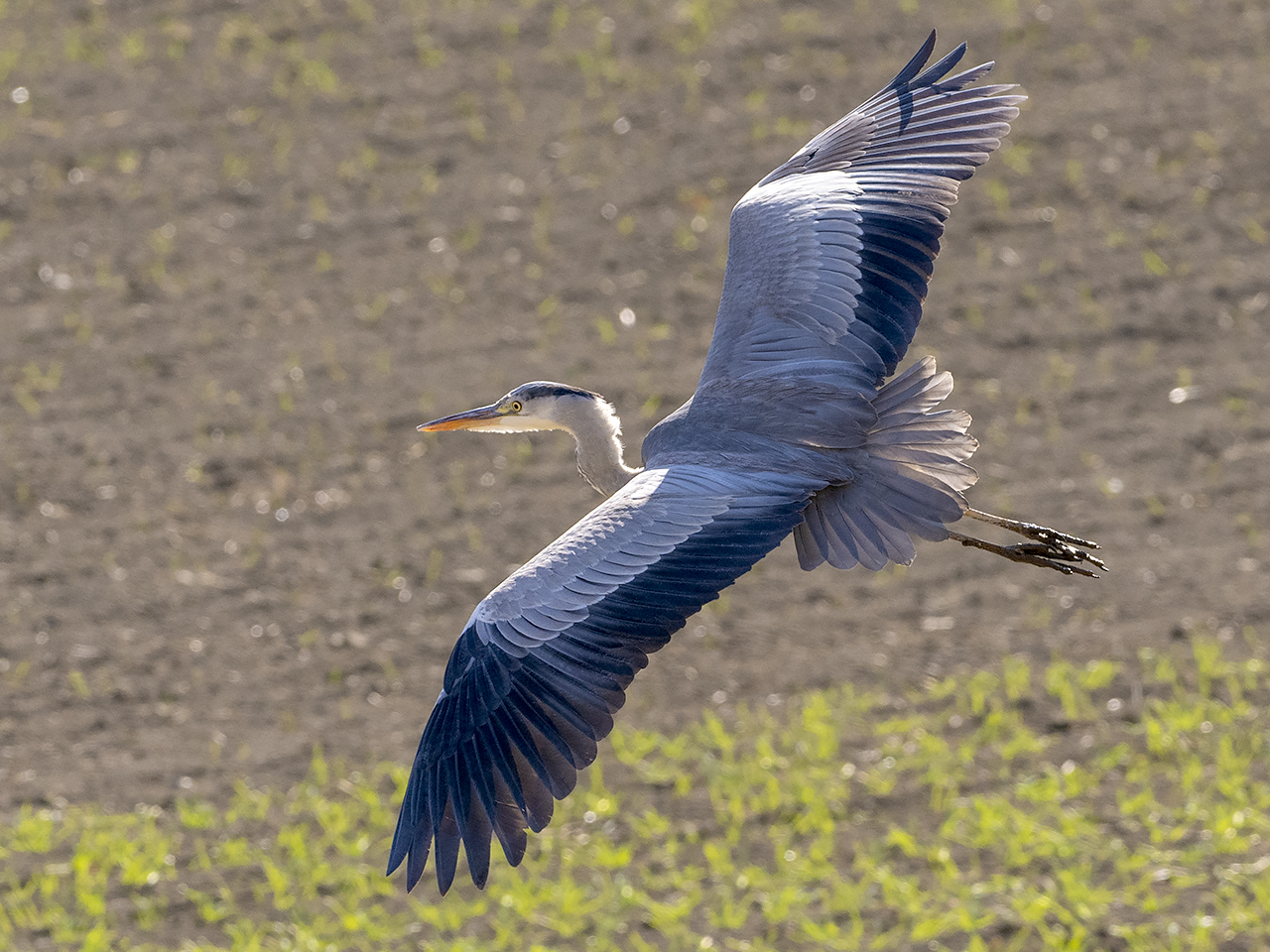
飛翔する本種
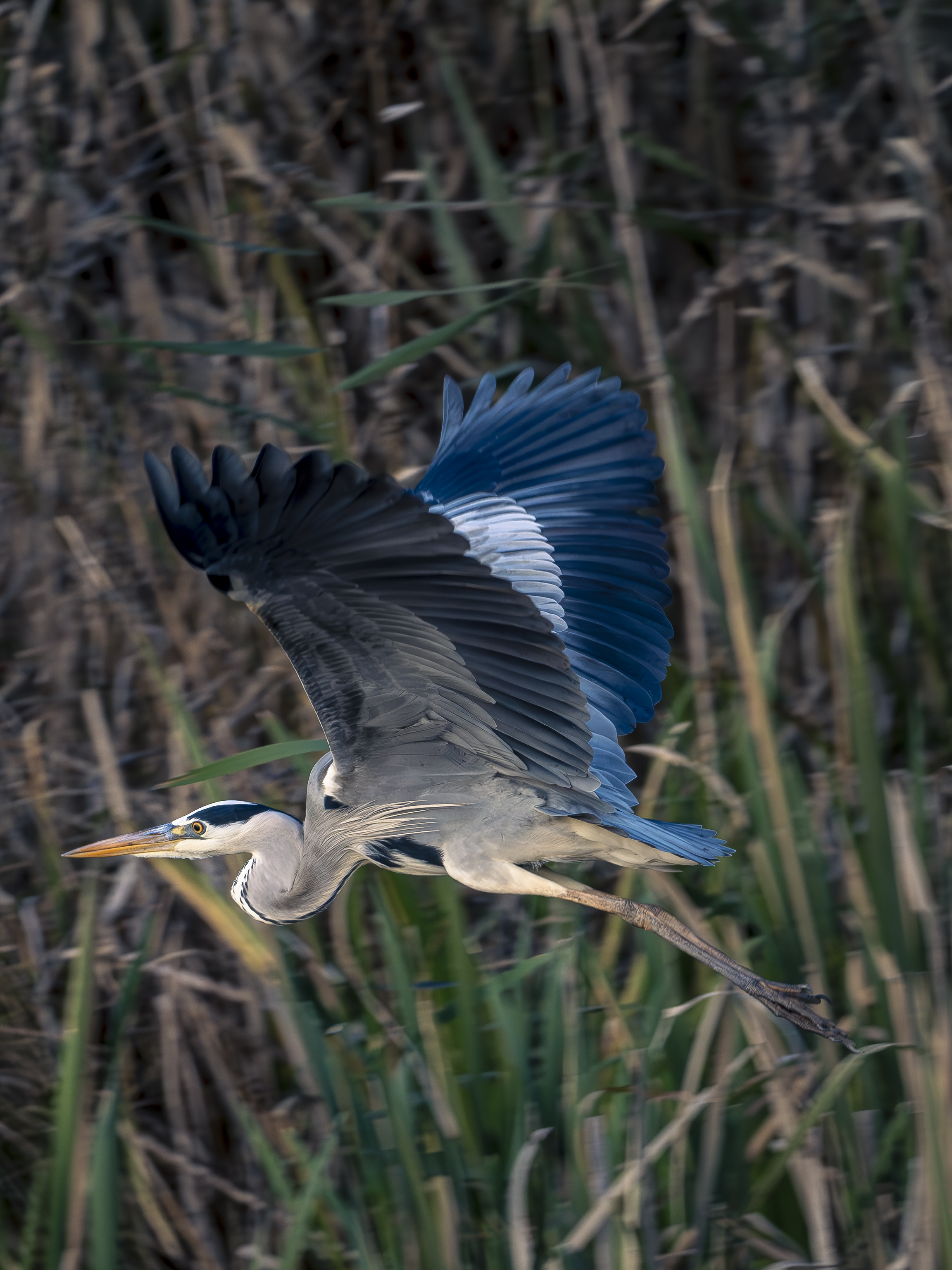
飛翔する本種
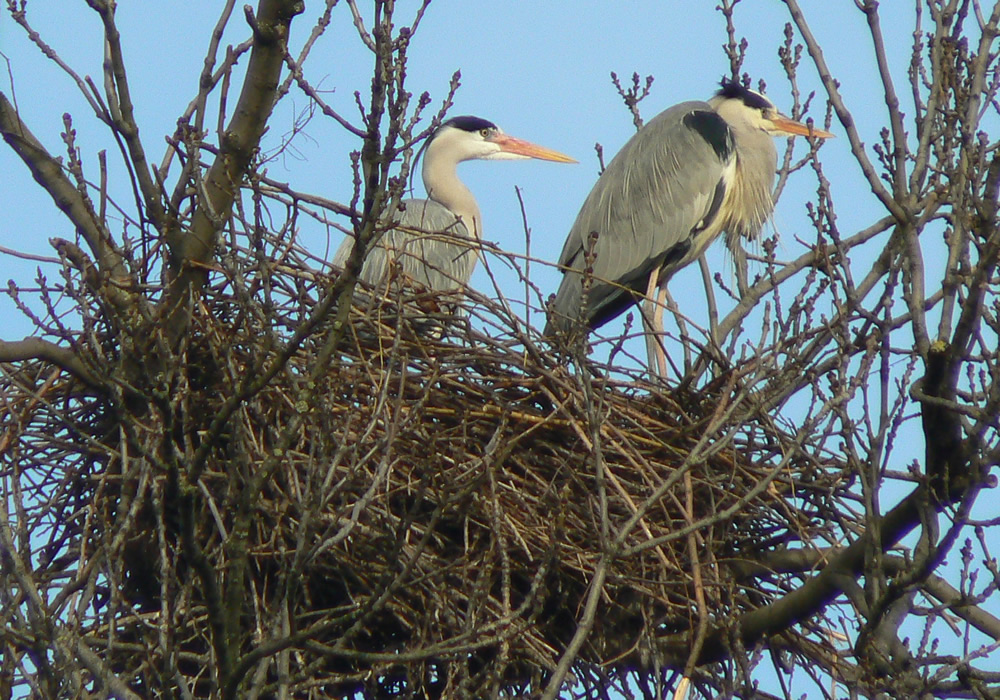
巣
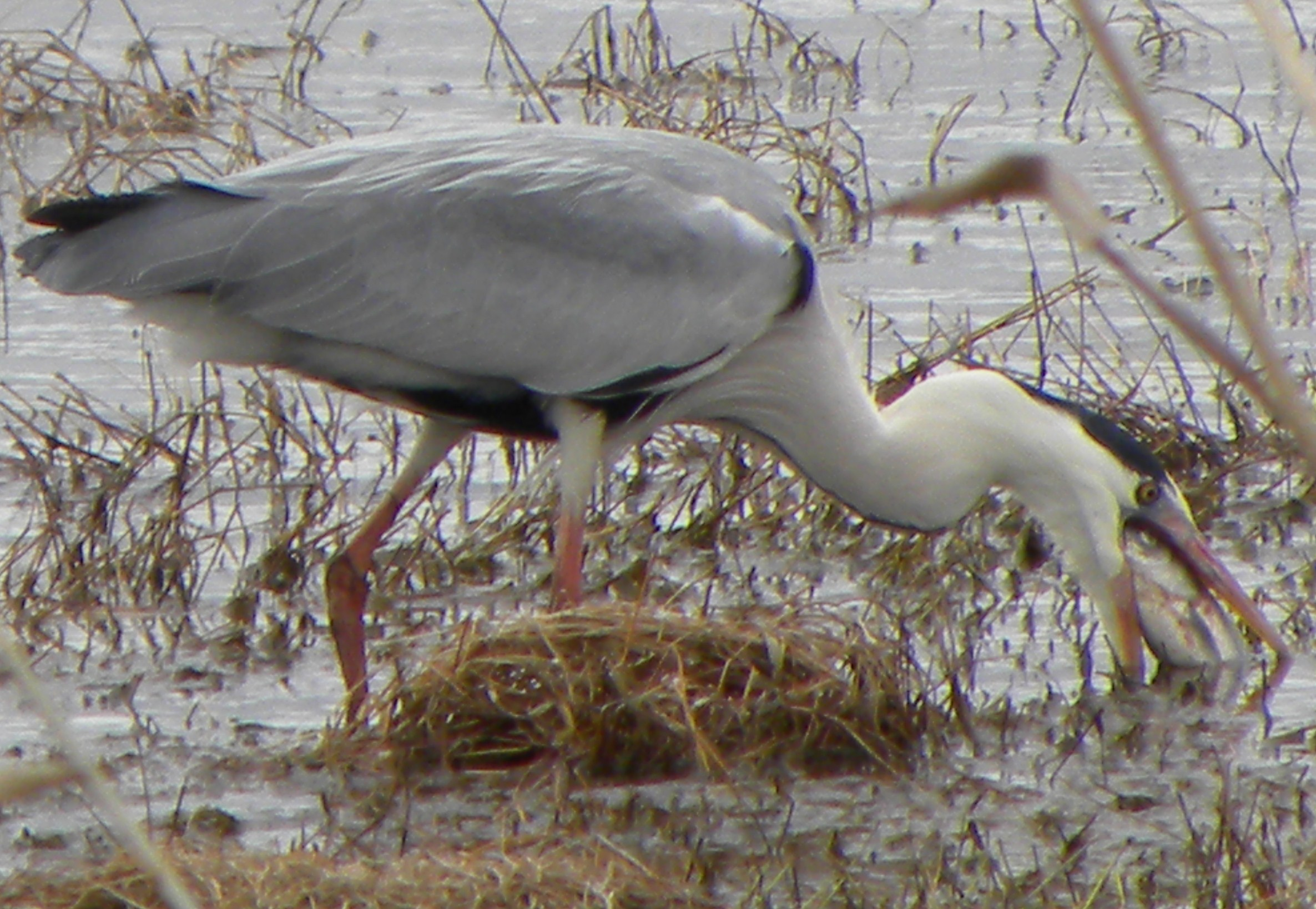
コイを捕食する本種